# Christian Friedrich Stelzer
Christian Friedrich Stelzer, auch Steltzer (* 29. Mai 1702; † 30. September 1759 in Salzwedel) war Syndikus und Bürgermeister von Salzwedel.

## Leben

### Familie
Christian Friedrich Stelzer war zweimal verheiratet und stammt aus einer Familie von Ratsherren und Bürgermeister. Seine erste Ehefrau war Charlotte Amalie Chüden (1706–1754) und seine zweite Ehefrau Lucia Dorothea Johanna von Kalm (aus Braunschweig).
Ein Kind aus seiner ersten Ehe war der spätere Bürgermeister von Halle Christian Friedrich Christoph Stelzer (1738–1822).
Sein Grabmal ist am Südeingang der Marienkirche von Salzwedel zu finden.

### Laufbahn
Nach seinem Studium wurde er altmärkischer Obergerichtsadvokat. 1742 trat er in den Rat der Stadt Salzwedel ein. Ein Jahr später wurde er Bürgermeister und Syndikus.